# 夏の終わりの花火
「夏の終わりの花火」（なつのおわりのはなび）は、米倉千尋の18枚目のシングルである。初回盤は「Bridge」「tapestory」との連動特典用応募券を封入している。

## 解説
神奈川県横浜市のみなとみらいが舞台になっている。

## 収録曲
1. 夏の終わりの花火
  - 作詞・作曲：米倉千尋、編曲：aqua.t
  - テレビ朝日系「ビートたけしのTVタックル」エンディングテーマ曲。
2. be with you
  - 作詞・作曲：米倉千尋、編曲：aqua.t
  - Xboxゲーム「eX-Chaser」主題歌。
3. In My Life
  - 作詞・作曲：John Lennon・Paul McCartney、編曲：aqua.t
  - ビートルズのカバー曲。
4. 夏の終わりの花火（instrumental）

## 収録アルバム
- SPRING〜start on a journey〜（#1）
- BEST OF CHIHIROX（#2）